# Matagorda (Texas)
Matagorda è un'area non incorporata degli Stati Uniti d'America, situata nella contea omonima in Texas. Al censimento del 2000 contava 710 abitanti.